# Collonges-au-Mont-d'Or
Collonges-au-Mont-d'Or és un municipi francès, situat a la metròpoli de Lió i a la regió d'Alvèrnia - Roine-Alps. L'any 2007 tenia 3.849 habitants.

## Demografia

### Població
El 2007 la població de fet de Collonges-au-Mont-d'Or era de 3.849 persones. Hi havia 1.386 famílies de les quals 302 eren unipersonals (155 homes vivint sols i 147 dones vivint soles), 451 parelles sense fills, 546 parelles amb fills i 87 famílies monoparentals amb fills.
La població ha evolucionat segons el següent gràfic:
Habitants censats

### Habitatges
El 2007 hi havia 1.559 habitatges, 1.429 eren l'habitatge principal de la família, 37 eren segones residències i 93 estaven desocupats. 1.127 eren cases i 424 eren apartaments. Dels 1.429 habitatges principals, 1.119 estaven ocupats pels seus propietaris, 271 estaven llogats i ocupats pels llogaters i 39 estaven cedits a títol gratuït; 36 tenien una cambra, 102 en tenien dues, 182 en tenien tres, 261 en tenien quatre i 848 en tenien cinc o més. 1.121 habitatges disposaven pel capbaix d'una plaça de pàrquing. A 565 habitatges hi havia un automòbil i a 798 n'hi havia dos o més.

### Piràmide de població
La piràmide de població per edats i sexe el 2009 era:
| Homes | Edats   | Dones |
| ----- | ------- | ----- |
| 0     | 95 o +  | 0     |
| 5     | 90 a 94 | 2     |
| 8     | 85 a 89 | 22    |
| 11    | 80 a 84 | 12    |
| 37    | 75 a 79 | 43    |
| 55    | 70 a 74 | 59    |
| 54    | 65 a 69 | 76    |
| 91    | 60 a 64 | 75    |
| 92    | 55 a 59 | 134   |
| 188   | 50 a 54 | 166   |
| 152   | 45 a 49 | 152   |
| 123   | 40 a 44 | 145   |
| 80    | 35 a 39 | 140   |
| 102   | 30 a 34 | 89    |
| 125   | 25 a 29 | 129   |
| 128   | 20 a 24 | 96    |
| 153   | 15 a 19 | 118   |
| 137   | 10 a 14 | 136   |
| 121   | 5 a 9   | 113   |
| 99    | 0 a 4   | 64    |

## Economia
El 2007 la població en edat de treballar era de 2.573 persones, 1.839 eren actives i 734 eren inactives. De les 1.839 persones actives 1.715 estaven ocupades (920 homes i 795 dones) i 124 estaven aturades (64 homes i 60 dones). De les 734 persones inactives 189 estaven jubilades, 331 estaven estudiant i 214 estaven classificades com a «altres inactius».

### Ingressos
El 2009 a Collonges-au-Mont-d'Or hi havia 1.408 unitats fiscals que integraven 3.799 persones, la mediana anual d'ingressos fiscals per persona era de 30.545 €.

### Activitats econòmiques
Dels 263 establiments que hi havia el 2007, 2 eren d'empreses extractives, 3 d'empreses alimentàries, 11 d'empreses de fabricació d'altres productes industrials, 38 d'empreses de construcció, 36 d'empreses de comerç i reparació d'automòbils, 9 d'empreses de transport, 15 d'empreses d'hostatgeria i restauració, 11 d'empreses d'informació i comunicació, 24 d'empreses financeres, 19 d'empreses immobiliàries, 62 d'empreses de serveis, 25 d'entitats de l'administració pública i 8 d'empreses classificades com a «altres activitats de serveis».
Dels 54 establiments de servei als particulars que hi havia el 2009, 1 era una oficina de correu, 1 una oficina bancària, 3 tallers de reparació d'automòbils i de material agrícola, 7 paletes, 3 guixaires pintors, 10 fusteries, 6 lampisteries, 4 electricistes, 1 perruqueria, 9 restaurants, 6 agències immobiliàries i 3 salons de bellesa.
El mundialment famós restaurant del chef Paul Bocuse es troba en aquesta localitat
Dels 9 establiments comercials que hi havia el 2009, 1 era una botiga de més de 120 m², 2 fleques, 1 una carnisseria, 1 una llibreria, 1 una botiga de roba, 1 una botiga de mobles, 1 una botiga de material esportiu i 1 un drogueria.
L'any 2000 a Collonges-au-Mont-d'Or hi havia 4 explotacions agrícoles.

## Equipaments sanitaris i escolars
El 2009 hi havia 1 hospital de tractaments de mitja durada (seguiment i rehabilitació), 2 psiquiàtrics i 1 farmàcia.
El 2009 hi havia 3 escoles elementals.

## Poblacions més properes
El següent diagrama mostra les poblacions més properes.